# Vopnafjörður
Vopnafjörður (letterlijk "Wapenfjord") is een vissersstadje in het noordoosten van IJsland in de gemeente Vopnafjarðarhreppur. Vopnafjörður dankt zijn naam aan Eyvindur Vopni, de eerste bewoner van het gebied die daar ten tijde van de kolonisatie van IJsland kwam wonen.
Het plaatsje heeft 543 inwoners (in 2013) en ligt aan een fjord met dezelfde naam. Vopnafjörður ligt op een afstand van 622 km van Reykjavik en 173 km van Egilsstaðir. In vroeger tijden was de nederzetting ooit een belangrijke handelspost, maar het richt zich nu vooral op de visserij en handel. Vlak voor de kust liggen twee kleine eilandjes, Miðhólmi en Skiphólmi, die met een dam met elkaar verbonden zijn en zo min of meer een natuurlijke haven vormen.
Het gerucht gaat dat op de 1251 meter hoge Smjörfjöll (Boterbergen) ten zuiden van Vopnafjörður de Kerstman woont. Volgens de IJslanders woont hij hier vanwege de uitstekende vismogelijkheden in de rivieren in de omgeving, zoals de Selá, de Hofsá en de Vesturá waarin veel zalm en forel voorkomt.

## Bereikbaarheid
Vopnafjörður is goed met de auto te bereiken.
Vopnafjörður heeft een eigen vliegveldje waar vanaf met Air Iceland en Norlandair van en naar Reykjavík en Akureyri gevlogen kan worden.

## Bezienswaardigheden

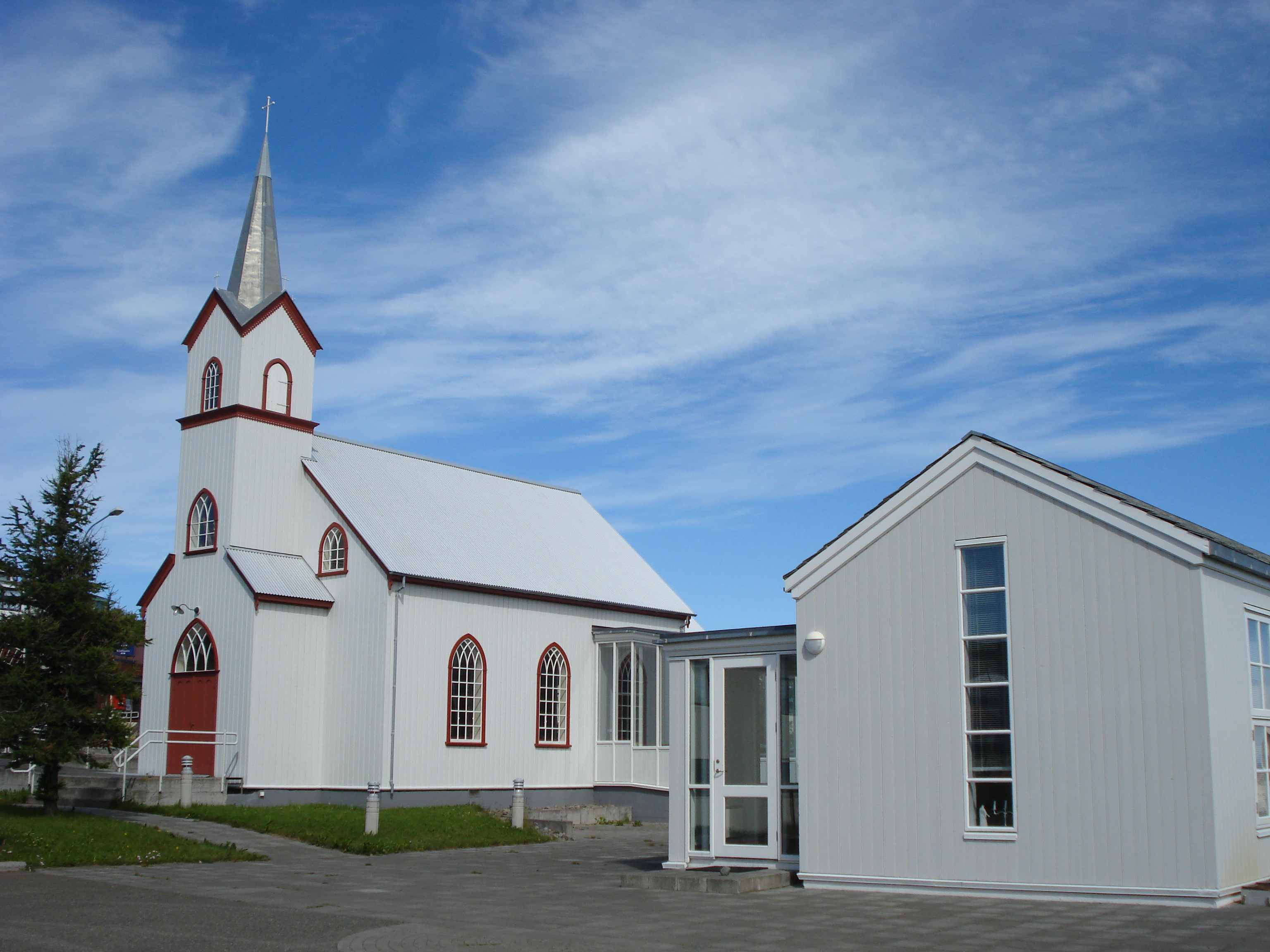
De Vopnafjarðarkirkja.

- Vopnafjarðarkirkja, gebouwd tussen 1901-1903. De houten kerk beschikt over 250 zitplaatsen, en op de poort voor de ingang staat "Guð blessi þig" wat betekent: God zegent u.
- Bustarfell, een traditioneel IJslandse turfboerderij in zeer goede staat waarvan de oudste delen uit 1779 stammen. In de boerderij is een volksmuseum onderbracht.